# Maurice Lusien
Maurice Lusien (París, 17 de agosto de 1926-Marsella, 10 de marzo de 2017) fue un deportista francés que compitió en natación. Ganó una medalla de plata en el Campeonato Europeo de Natación de 1950 en la prueba de 200 m braza.

## Palmarés internacional
| Campeonato Europeo | Campeonato Europeo | Campeonato Europeo | Campeonato Europeo |
| Año                | Lugar              | Medalla            | Prueba             |
| ------------------ | ------------------ | ------------------ | ------------------ |
| 1950               | Viena (Austria)    | Medalla de plata   | 200 m braza        |